# Зарьян, Наири
Наири́ Зарья́н (Նաիրի Զարյան, наст. имя и фамилия — Айастан Егиазарьян (Հայաստան Եղիազարյան); 31 декабря 1900 (13 января 1901), село Хараконис Ванского вилайета Османской империи, ныне Турция — 12 июля 1969, Ереван) — армянский прозаик, поэт и драматург. Заслуженный деятель искусств Армянской ССР (1962).

## Биография
Родился в семье безземельного крестьянина, с детских лет батрачил у состоятельных соседей.
В 1915 году, спасаясь от геноцида, оставшийся без родителей, вместе с тысячами беженцев перебрался в Восточную Армению и был помещён в приют для детей-сирот.

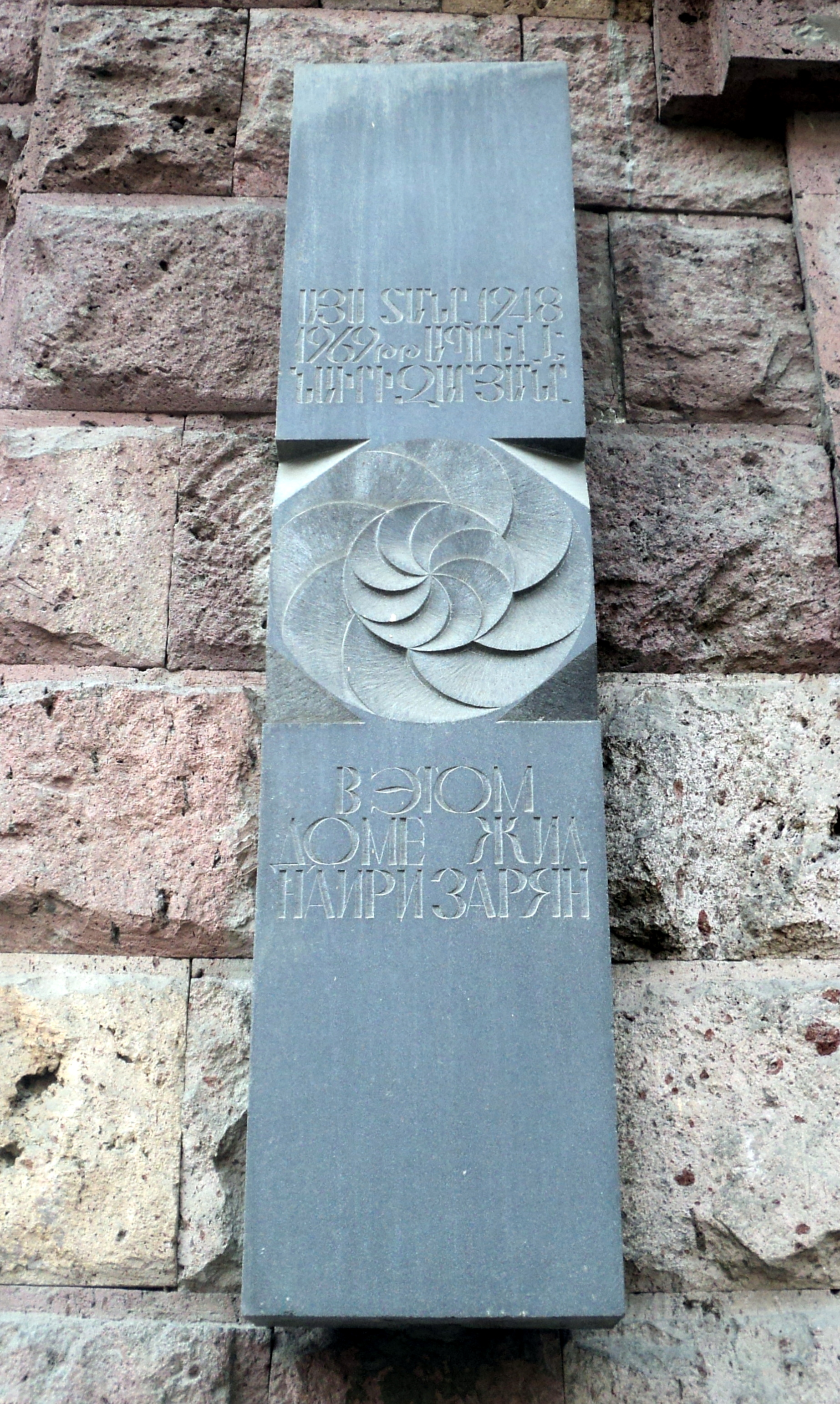

В 1928 году окончил Ереванский государственный университет. По окончания вёл научную работу в Музее революции. Сотрудничал в периодической печати — «Ашха-танк», «Нор Акос», «Гракан диркерум».
Его произведения были впервые опубликованы в 1921 году. Автор стихотворений, поэм, романов «Ацаван» (1937—1947). В 1937 году вышел сборник избранных стихотворений в русских переводах «Вечные вершины», который, как отмечал М. Зенкевич, «открывается циклом стихов о Ленине, о Сталине — „вечных вершинах“ человечества».
В 1934 году — делегат от Армянской ССР на Первом съезде писателей СССР. В 1939 году награждён орденом «Знак Почёта».
В годы Великой Отечественной войны писал лирические стихи, эпические поэмы, драматические сочинения, политическую сатиру («Гитлер в Зоопарке»), очерки, путевые записки.
После окончания войны вышли в свет трагедии «Ара Прекрасный» (1946), комедии «У родника» (1948) и «Опытное поле» (1950), роман «Господин Петрос и его министры» (1958), поэма «Арменуи» (1953).
Обработав армянские национальные сказания о Давиде Сасунском, создал поэму в прозе «Давид Сасунский» (1968). Переводил А. С. Пушкина, В. В. Маяковского (последний оказал большое влияние на его раннее творчество), Э. Багрицкого, Янки Купалы (был знаком с белорусским классиком, оставил о нём воспоминания), С. Вургуна.
Председатель Союза писателей Армении (1944—1946).

## Награды
- Орден Ленина (27.01.1936).

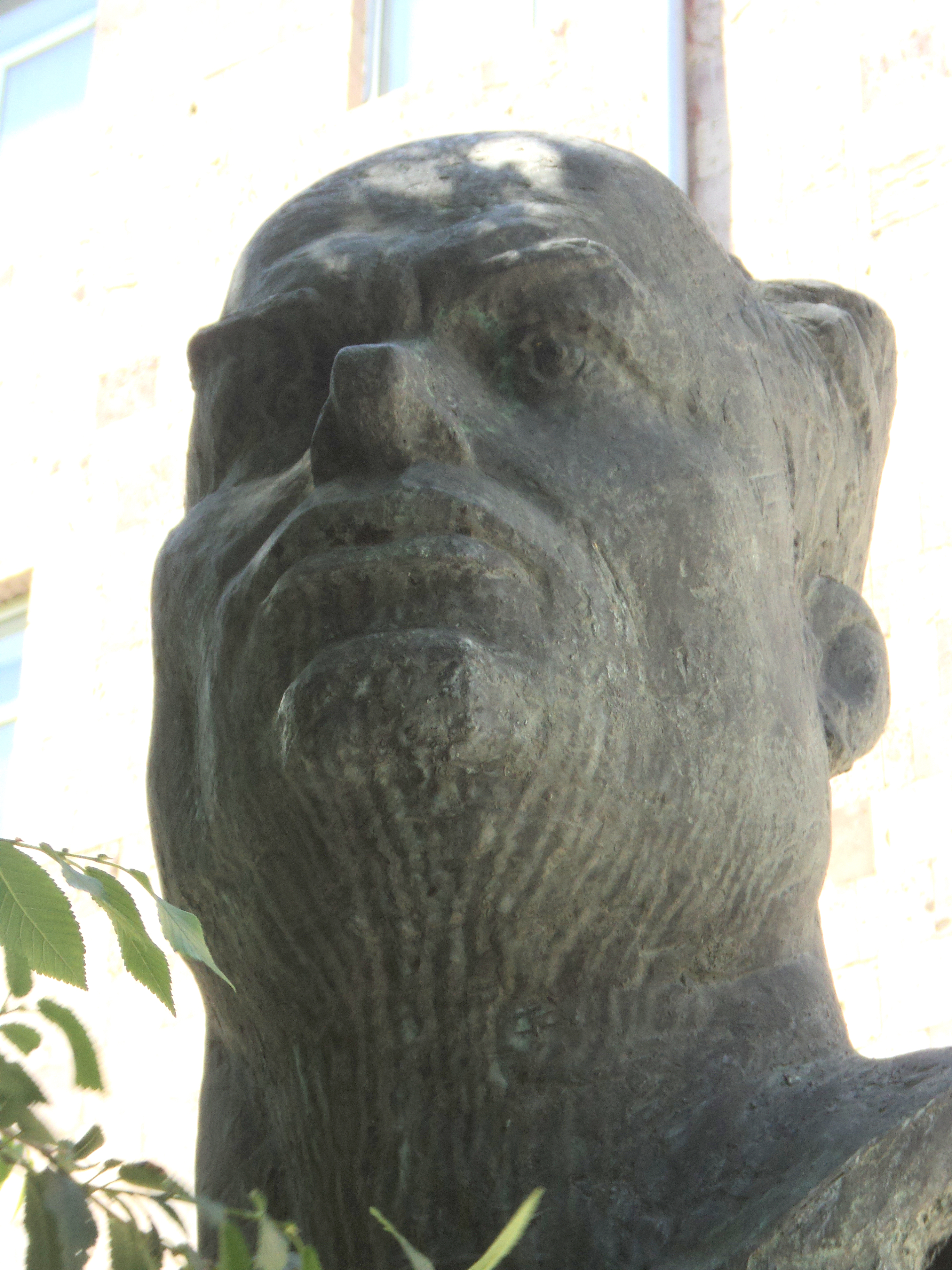
Бюст Н. Зарьяна. Скульптор Н. Никогосян.

- Орден Отечественной войны 2 степени (24.11.1945).
- Орден Трудового Красного Знамени (04.02.1961).
- Орден «Знак Почёта» (31.01.1939).
- Медаль «За оборону Кавказа» (05.11.1944)[8].
- Другие медали.
- Заслуженный деятель искусств Армянской ССР (14.05.1962).